# James Tilly Matthews
James Tilly Matthews (1770 - 10 janvier 1815) est un commerçant britannique, connu pour être le premier cas de schizophrénie paranoïde analysé et documenté.

## Jeunesse
James Tilly Matthews est d'origine galloise et huguenote. Il commence par être négociant en thé. Il se marie et a un fils.
En 1792, Matthews accompagne le philosophe David Williams à Paris, pour une mission visant à consolider la paix entre l'Angleterre et la France. Tous deux sont reçus par les conventionnels Brissot, Lebrun et Roland. Williams est fait citoyen français en hommage à ses essais rousseauistes et favorables à l'égard de la Révolution de 1789 et les deux hommes deviennent des proches des Girondins. En janvier 1793, la condamnation de Louis XVI décide Williams à rentrer à Londres, tandis que Matthews demeure à Paris, s'illustrant par ses manières excentriques, mais il est arrêté en juin, au moment de la chute des Girondins. Soupçonné d'être un agent double, il passe trois ans sous les verrous, échappant de peu aux tribunaux de la Terreur. Il est finalement libéré en 1796 : on le croit désormais fou.

## L'asile
À peine rentré à Londres, il écrit deux lettres à Robert Jenkinson, alors membre du bureau du secrétaire d'État aux affaires étrangères, dans lesquelles il l'accuse de trahison et se plaint de recevoir des menaces de mort. Puis il crée un scandale en interrompant le discours de Jenkinson, depuis les galeries réservées au public, lors d'une séance au parlement, en hurlant à la trahison. Matthews est immédiatement arrêté, puis interné le 27 janvier 1797 à l'asile de Bethlem. Placé en observation, il ne cesse d'affirmer qu'il a participé à une mission secrète en France mais qu'il a été trahi par l'administration de William Pitt.
En 1809, son épouse réclame sa libération, mais la demande est rejetée par la direction de Bethlem ; cette décision est à son tour contestée au nom de l'habeas corpus qui défend les droits de toute personne enfermée sans jugement. Deux chercheurs et médecins mandatés, George Birkbeck (1776-1841) et Henry Clutterbuck (1767-1856), rendent un rapport favorable à l'élargissement de Matthews, qui, selon eux, est une personne parfaitement saine d'esprit. Mais John Haslam (1764-1844), le médecin-chef de Bethlem, produit alors un contre-rapport d'expertise, soutenant que son patient représente, du fait de ses délires, un véritable danger public.

## Une étude aux lourdes conséquences

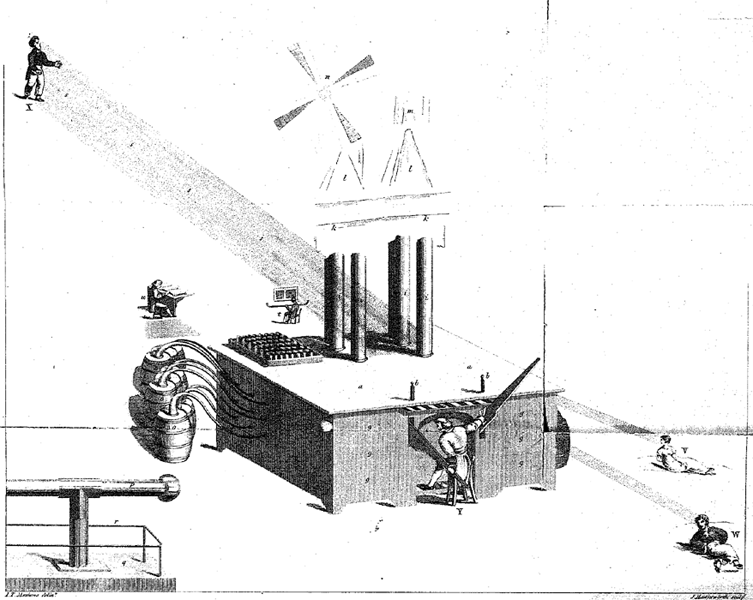
La « machine pneumatique » dessinée par Matthews et reproduite dans l'étude d'Haslam (1810).

En 1810, Haslam, fort de ses observations minutieuses sur Matthews, publie une étude illustrée intitulée Illustrations of Madness où il décrit longuement les délires de son sujet, statuant sur une forme de « dysphrénie », ce que l'on appellera plus tard une psychose dysfonctionnelle de nature schizophrénique et paranoïaque. Cette étude est la première du genre : elle porte sur un seul sujet et reproduit une sorte de journal, fruit de l'observation quotidienne du patient par le médecin. De son côté, Matthews tenait aussi un journal, contenant de minutieuses descriptions d'un supposé complot et d'une machine appelé « Air Loom ».
Un siècle avant l'étude du psychanalyste Victor Tausk, Illustrations of Madness permet d'aborder le concept d'« appareil à influencer », processus délirant qui semble au centre de nombreux cas de schizophrénie paranoïde depuis lors observés. Le délire de persécution dans lequel Matthews est tombé prend la forme d'un récit illustré qui met en scène un complot. Matthews raconte que, non loin de Bethlem, se cache un groupe de personnes chargé d'activer une machine pneumatique (Air Loom) composée de miroirs et capable de lui envoyer des rayons magnétiques nocifs qui dérèglent peu à peu les fonctions de ses organes, aujourd'hui on parlerait de harcèlement électromagnétique. De plus, il accuse ce gang d'avoir été la cause de nombreuses défaites britanniques.
L'affaire du « Air Loom Gang » fut portée devant le parlement britannique en 1815 : on y révéla les méthodes de traitement d'Haslam, lequel fut forcé de démissionner, puis on réforma la prise en charge des cas tels que celui de Matthews. Ce dernier avait également durant son internement conçu de nombreux plans d'aménagement de Bethlem qui furent en partie suivis lors de la transformation de l'hôpital qui est le plus ancien centre de traitement psychiatrique.
D'après certains chercheurs, le cas de Matthews ne fut pas unique : entre 1797 et 1815, les différents gouvernements de la Grande-Bretagne sont en proie à la peur du complot antimonarchique intérieur, d'une contamination par les idées révolutionnaires françaises puis d'une possible invasion des armées napoléoniennes. De nombreuses mesures arbitraires d'enfermement furent décidées sur des personnes peu ou prou liées à la France. Par ailleurs, le roi Georges III lui-même souffrait à cette époque d'une forme aiguë de porphyrie qui affectait sensiblement ses capacités de jugement, maladie qui fut longtemps cachée aux yeux du public. L'affaire Matthews permit de sensibiliser l'opinion autour des questions du traitement de la folie et de sa définition sur le plan clinique.

## Fin de vie
En 1814, Matthews est transféré dans une maison de santé privée située à Hackney dirigée par le docteur Fox qui le considère avec bienveillance, lui confiant la responsabilité de la bibliothèque et l'entretien du jardin, jusqu'à sa mort en janvier 1815.